# Jazbina, Šmarje pri Jelšah
Jazbina este o localitate din comuna Šmarje pri Jelšah, Slovenia, cu o populație de 41 de locuitori.